# Achilleus (Schiff)
Die Achilleus war ein 1953 in Dienst gestelltes Passagierschiff der griechischen Reederei Thiraiki Atmoploia der Petros M. Nomikos Ltd Piräus, das für diesen Eigner bis 1967 im Einsatz stand und 1968 zum Kreuzfahrtschiff umgebaut wurde. Die TS Achilleus blieb unter mehreren Besitzern und Namen bis 1998 in Dienst und war anschließend aufgelegt. 2006 erfolgte der Abbruch im türkischen Aliağa.

## Geschichte
Die Achilleus wurde bei Ansaldo (Cantieri Navali Ansaldo) in Livorno  gebaut und 23. Mai 1952 vom Stapel gelassen. Das Schiff war eine Kriegsentschädigung Italiens an Griechenland und wurde im Mai 1953 an die griechische Regierung abgeliefert, die es im Anschluss an die Reederei Thiraiki Atmoploia/Nomikos überschreiben ließ. 1958 wurde sie an Olympic Cruises (später Doric Cruises) von Aristoteles Onassis verkauft.
Die Achilleus wurde in den folgenden vierzehn Jahren auf der Strecke von Piräus nach Venedig und Piräus nach Alexandria eingesetzt, bis die Reederei 1967 das Schiff wegen Geldproblemen ausmustern und 1968 versteigern lassen musste. Neuer Eigner wurde Kavounides Shipping (K-Line), die das Schiff in Orion umbenannten und anschließend für Kreuzfahrten umrüsten ließen.
Die Achilleus und das Schwesterschiff Agamemnon der Nomikos Lines/Olympic Cruises erscheinen in den 1960er Jahren im Film „Rendezvous in Venedig“ auf dem Weg von Piräus nach Venedig. Zu sehen sind Aufnahmen der Decks, des Steuerhauses, des Bugs und einige Ansichten von Piräus und Venedig.
Die Orion blieb zwölf Jahre lang für Mittelmeerkreuzfahrten im Dienst, bis sie 1980 wegen Geldproblemen der Reederei von der Hellenic Industrial Development Bank übernommen und in Eleusis aufgelegt wurde.
Das Schiff verbrachte die nächsten fünfzehn Jahre als Auflieger, ehe es von Epirotiki Lines gekauft und als schwimmendes Restaurant unter dem Namen Olympia I im Hafen von Piräus genutzt wurde. Nach zwei Jahren als stationäres Restaurantschiff wurde die Olympia I 1997 an Royal Olympic Cruises verkauft und für Tageskreuzfahrten eingesetzt, ehe es ab 1998 wieder in Eleusis auflag.
Nach sieben Jahren Aufliegezeit wurde das Schiff im Oktober 2005 zum Abwracken ins indische Alang verkauft. Am 11. Januar 2006 verließ das Schiff unter dem Überführungsnamen Sun die Bucht von Eleusis, um zu seiner letzten Reise nach Indien aufzubrechen. Vor Port Said brach jedoch ein Brand auf der Kommandobrücke des Schiffes aus, das anschließend in Port Said aufgelegt wurde. Statt nach Indien wurde die beschädigte Sun im September 2006 ins türkische Aliağa verkauft, wo sie am 1. November 2006 zum Abbruch eintraf.